# Centro histórico de Córdoba
El centro histórico de Córdoba es uno de los cascos antiguos más grandes de Europa. En 1984, la Unesco declaró a la mezquita-catedral de Córdoba como Patrimonio de la Humanidad. Más tarde, en 1994, la Unesco expandió esta denominación a gran parte del casco antiguo. El centro histórico posee una gran riqueza monumental conservando grandes vestigios de la época romana, árabe y cristiana.
Los elementos de borde que definen la delimitación del conjunto histórico de Córdoba están formados por las vías de comunicación que coinciden con la antigua muralla, lo que en gran medida ha salvaguardado el centro histórico de los ensanches urbanísticos de finales del siglo XIX y principios del XX, pues estos transcurren por el perímetro del mismo (avenida Conde Vallellano, Paseo de la Victoria, Ronda de los Tejares, avenida de las Ollerías, Ronda del Marrubial), creándose así un anillo de espacios libres que protege al Conjunto Histórico de Córdoba.

## Historia
El poblamiento de Córdoba se remonta a la Edad del Bronce, si bien la fundación de la ciudad tiene lugar a mediados del siglo II a. C. por el pretor Claudio Marcelo, convirtiéndose en capital de la Hispania Ulterior y más tarde de la Bética, llegando a tomar el título de Colonia Patricia, lo que pone de manifiesto la prosperidad y prestigio de que ya entonces gozaba. Tras la caída del Imperio romano de Occidente, la ciudad cayó bajo poder del Imperio bizantino hasta que fue conquistada en el año 572 por el rey visigodo Leovigildo. Hacia finales del siglo VII, las luchas civiles y las intrigas políticas debilitaron el poder visigodo, lo que facilitó la penetración de los musulmanes en la península en el año 711 y la rápida conquista del país, que permanecería bajo la dependencia del Califato de Damasco. En el año 717 Córdoba se convirtió por sus características geográficas y sus posibilidades estratégicas en capital de al-Ándalus; en 756 el príncipe omeya Abd al-Rahman I logra erigirse con el poder en al-Ándalus y establece el Emirato Independiente de Córdoba; en 929 Abd al-Rahman III proclama el Califato de Córdoba. La ciudad alcanza entonces el cenit de su esplendor. 
Tras la caída del Califato, ya a principios del siglo XI, Córdoba entra en decadencia política, aunque no cultural. En 1236, el rey Fernando III de Castilla conquista la ciudad, que jugaría desde entonces un papel trascendental en las luchas contra el Reino nazarí de Granada y se convertiría por ello en residencia habitual de los reyes de Castilla. En el siglo XVII Córdoba se sumerge en una profunda crisis que incide negativamente en el desarrollo de la ciudad. En el siglo XVIII se asistirá a una recuperación y cobrará impulso la renovación urbana, si bien en la segunda mitad de esta centuria se llevarán a cabo algunas actuaciones negativas, como la ruptura de la muralla medieval, que vaticinan la vocación destructiva del siglo XIX. El notable crecimiento demográfico del siglo XX potenció el nacimiento de nuevos barrios, que a partir de la segunda década del siglo han ido rodeando la ciudad.
De cada período histórico aquí reseñado se conservan importantes testimonios materiales en la ciudad. Puentes, murallas, torres, puertas de muralla, molinos, vestigios de mezquitas, iglesias, conventos, palacios, etc., engrosan el vasto y rico patrimonio de bienes inmuebles de Córdoba, a lo que habría que sumar un patrimonio mueble integrado por piezas de pintura, escultura e imaginería, platería y artes decorativas en general de extraordinario valor.

## Estructura urbana

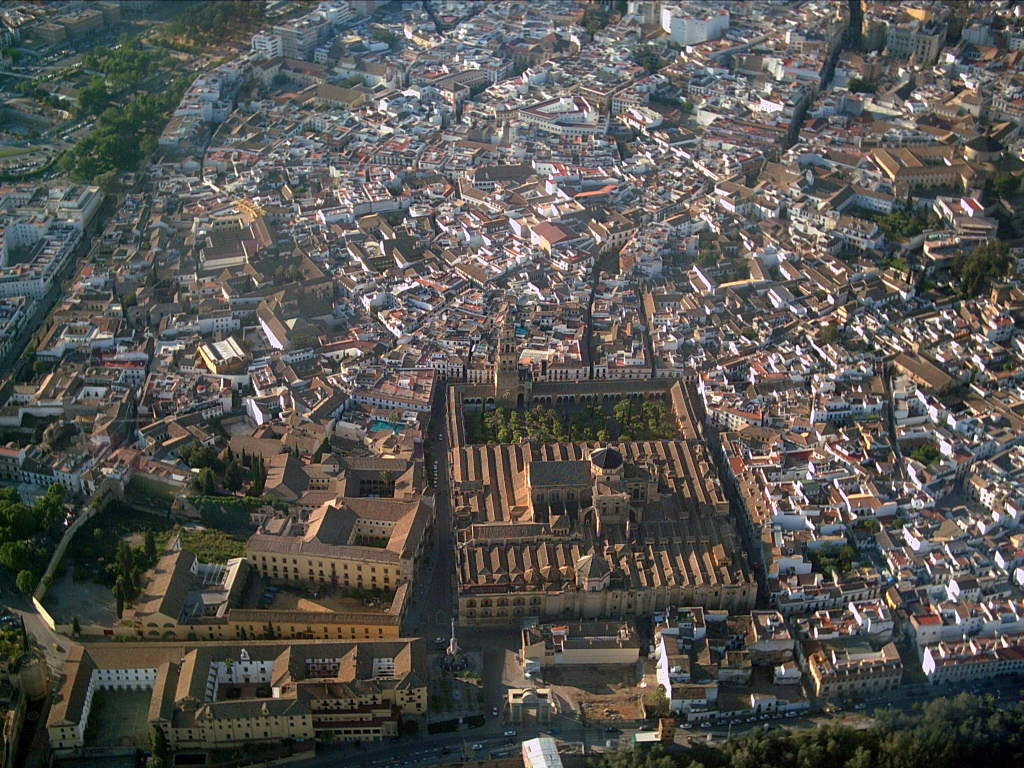
Vista aérea del casco urbano.

Desde el punto de vista de su estructura urbana, cabe decir que el casco histórico de Córdoba está constituido por dos partes físicamente diferenciadas, que son la Villa o antigua Medina musulmana, al oeste, y la Axerquía o barrio oriental. Esta división es herencia musulmana que se va a perpetuar con el paso de los siglos. Durante el período bajomedieval se dotará de mayor impulso a la zona de la Axerquía, poco poblada en el momento de la conquista cristiana, procediéndose a su ordenamiento en siete parroquias o collaciones. En el siglo XVI se abren plazas o se ensanchan algunas existentes, pero la estructura urbana no conoce transformaciones profundas, como tampoco se van a conocer en los siglos XVII y XVIII. Ya en el siglo XIX se producen actuaciones urbanísticas drásticas, como la demolición de las puertas y la mayor parte de la muralla, la creación de paseos y avenidas y la apertura de nuevas vías, que se completan a principios del siglo XX hasta configurar definitivamente el cinturón de rondas que rodea al casco histórico.
Por lo que respecta a la Villa, dentro de ésta se encuentran los restos de la ciudad romana al norte, la Medina andalusí al sur, con la Gran Mezquita Aljama, actual Catedral, y en el extremo suroccidental un barrio de expansión cristiana del siglo XIV surgido al amparo del Alcázar de los Reyes Cristianos. La heterogeneidad de toda esta zona permite dividir la Villa en tres partes: el centro comercial, el entorno de la Mezquita-Catedral y el barrio de San Basilio. Por su parte, en el caso de la Axerquía, la división es mucho más difícil dada su mayor homogeneidad, pese a lo cual se puede llevar a cabo una zonificación basada en la primitiva división en siete parroquias o collaciones. En la Axerquía se conservan la mayor parte de los templos cristianos bajomedievales, tanto las parroquias -de la que solo una ha desaparecido- como las fundaciones conventuales.
En la trama urbana, las estrechas e irregulares calles determinan unas manzanas irregulares de herencia medieval, dentro de las cuales se ajusta un parcelario cuyo tamaño depende de la tipología que alberga, resultando amplio en el caso de conventos, residencias palaciegas o edificios institucionales y menor en viviendas, las cuales suelen responder a una tipología heredada de la casa musulmana, deudora a su vez de la romana de casa patio y cuya imagen más pintoresca son sus patios.

## Monumentos

### Mezquita-catedral de Córdoba

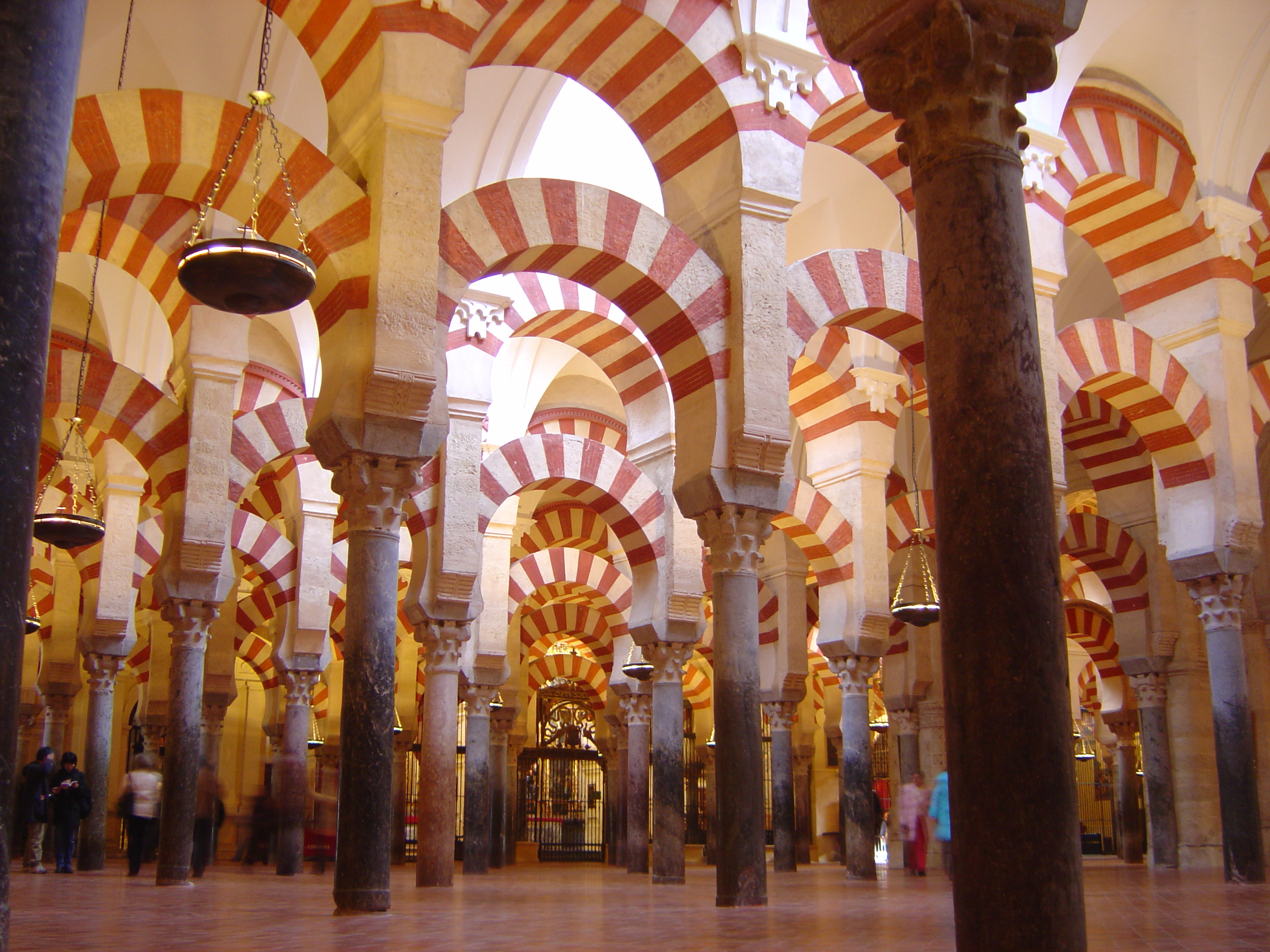
Bosque de columnas de la Mezquita-Catedral de Córdoba.

La antigua Mezquita de Córdoba, reconvertida a cristianismo en el siglo XIII en la actual Catedral de Santa María, es considerado el monumento más importante de toda la arquitectura andalusí, junto con la Alhambra. Fue construida en cuatro fases, entre los años 786 y 988, en un terreno perteneciente a la basílica visigoda de San Vicente comprado por Abderramán I. El edificio original fue derrumbado, pero se aprovechó muchos de sus materiales como columnas, capiteles fustes y basas, por lo que fueron tallados en época romana y bizantina. Sin embargo, al ser construida sobre la antigua basílica, apenas ha quedado rastro de ésta y únicamente tras los trabajos iniciados en la década de 1940 se ha logrado recuperar algunos de sus restos. Posteriormente, durante el Califato de Córdoba, fue objeto de varias ampliaciones, y convertida en catedral en 1236 tras la conquista cristiana, para lo que se realizaron modificaciones, las más sustanciales y polémicas en 1523, cuando la parte central de la antigua sala de oración se transformó con los criterios propios de la arquitectura del Renacimiento. Con 23.400 m², fue la segunda mezquita más grande del mundo en superficie, por detrás de la Mezquita de La Meca, siendo solo alcanzada posteriormente por la Mezquita Azul (Estambul, 1588). La Mezquita Hassan II (Casablanca, 1993, de 23.000 m²), se acerca a su superficie, aunque no llega a superarla.

### Palacio Episcopal

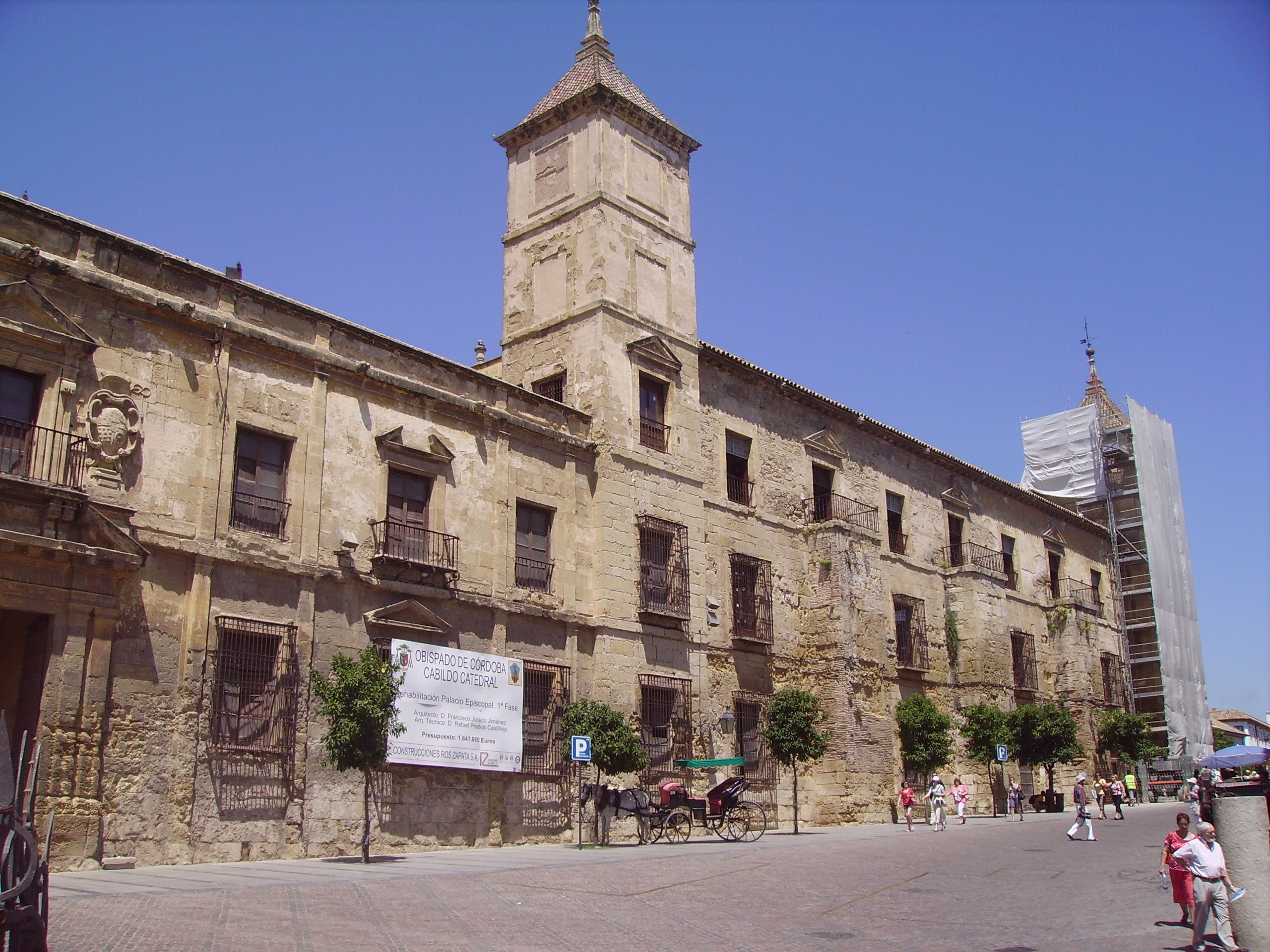
Palacio Episcopal.

Edificio edificado sobre el antiguo Alcázar Califal y frente a la fachada occidental de la Mezquita-catedral. Desde la conquista cristiana hasta nuestros días ha sido sede del Obispado de Córdoba. A mediados de los años 1980, parte de este complejo se convierte en el Museo Diocesano de Bellas Artes. La primera reforma importante del palacio se realiza en el siglo XV, con una construcción de estilo gótico ojival. En 1745, sufrió un gran incendio que hizo que durante ese siglo y el siguiente, se le añadieron otras dependencias como la fachada en la plaza del Campo de los Santos Mártires del siglo XVII, así como patio del XVIII.

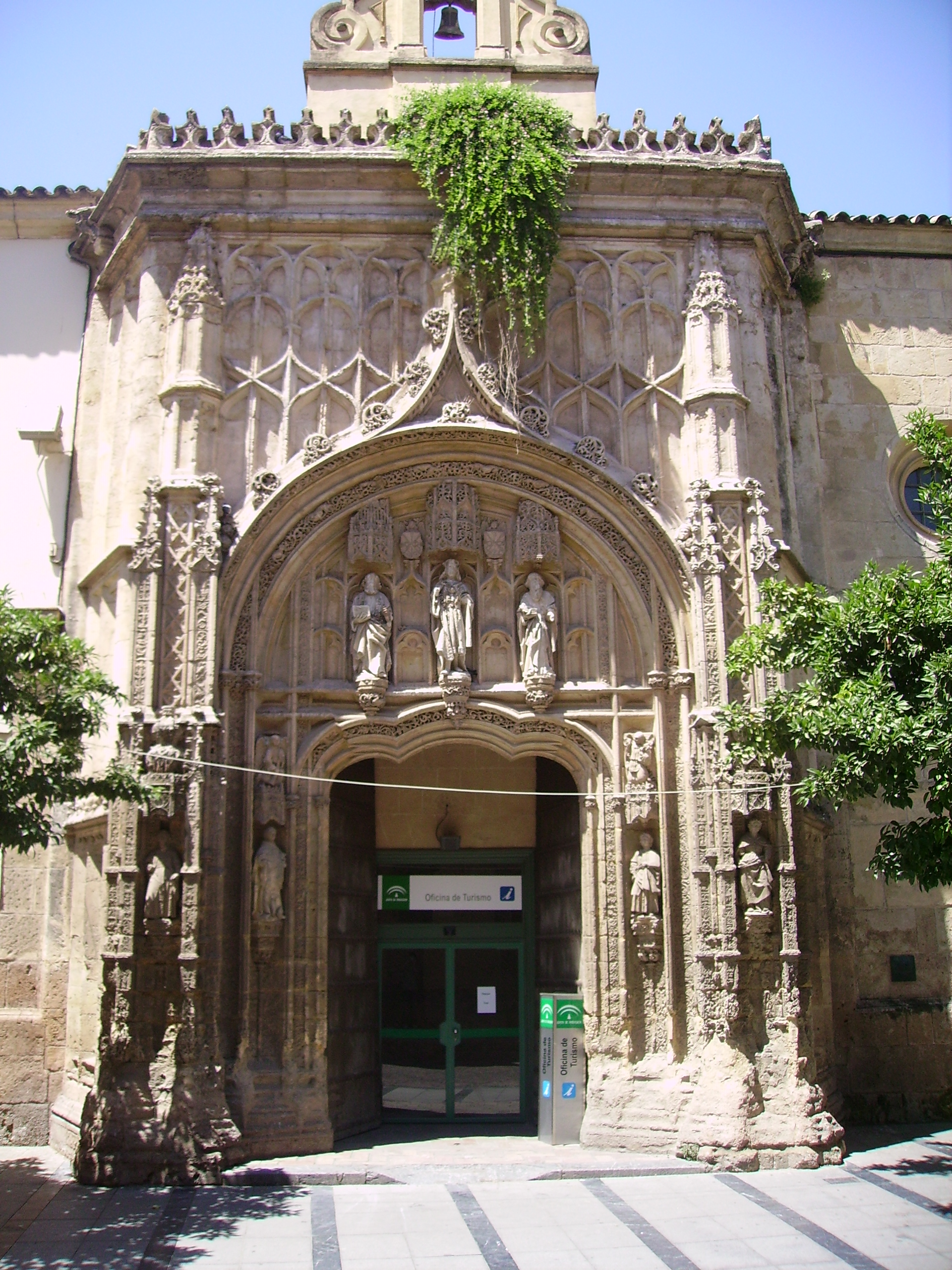
Antiguo Hospital de San Sebastián.

### Antiguo Hospital de San Sebastián
Fue construido entre 1512 y 1516 por obra de Hernán Ruiz I. Desde su fundación hasta 1724, fecha en la que se construye el Hospital del Cardenal Salazar, fue el mayor hospital con el que constó la ciudad. En 1816 se trasladó a este lugar la Casa de Expósitos de San Jacinto, que se encontraba en el Hospital del mismo nombre. El núcleo Principal del edificio lo constituyen el claustro de arquitectura mudéjar y la capilla de estilo gótico-flamígero rica en decoración plateresca y obra de Hernán Ruiz I, quien también realizó la fachada en 1514. Sus muros son de piedra y columnas de ladrillo con arcos peraltados en planta baja y rebajados en planta alta. La organización del mismo se realiza en torno a los patios. Actualmente es sede del Palacio de Congresos y Exposiciones.

### Sinagoga

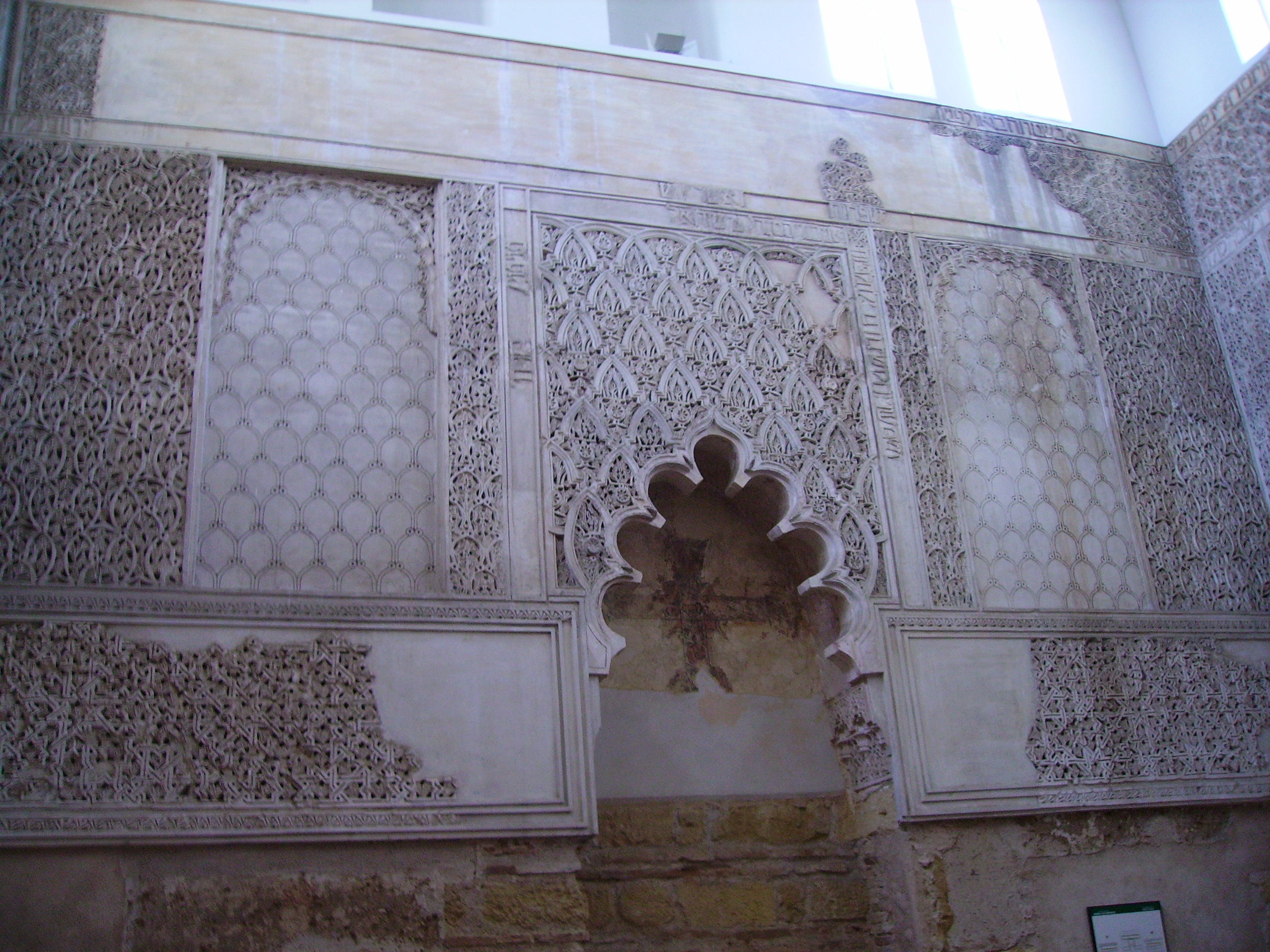
Muro oeste de la Sinagoga de Córdoba, con un arco apuntado polilobulado y restos a su alrededor de una inscripción en hebreo.

Este templo hebreo se encuentra situado dentro de la Judería de Córdoba, fue construido en el año 1315 en estilo mudéjar. Consta de un patio al que se accede desde la calle y que da paso a un vestíbulo seguido de la sala de oración. Del lado oriental del vestíbulo arranca la escalera que lleva hasta la galería para las mujeres; dicha galería se conecta con la sala de oración mediante tres balcones decorados con arquillos polilobulados. La sala de oración es de planta casi cuadrada con 6,95x6,37 m; tiene cubierta de artesonado y alcanza una altura de más de 6 metros; en su lado oriental se abre el tabernáculo, espacio reservado para la Torá y coronado con arco de grandes lóbulos, enmarcado en un alfiz; alrededor se dispone decoración de lacería. El lado opuesto al tabernáculo presenta un pequeño nicho con arco polilobulado y apuntado, donde estuvo el retablo de Santa Quiteria.

### Alcázar de los Reyes Cristianos

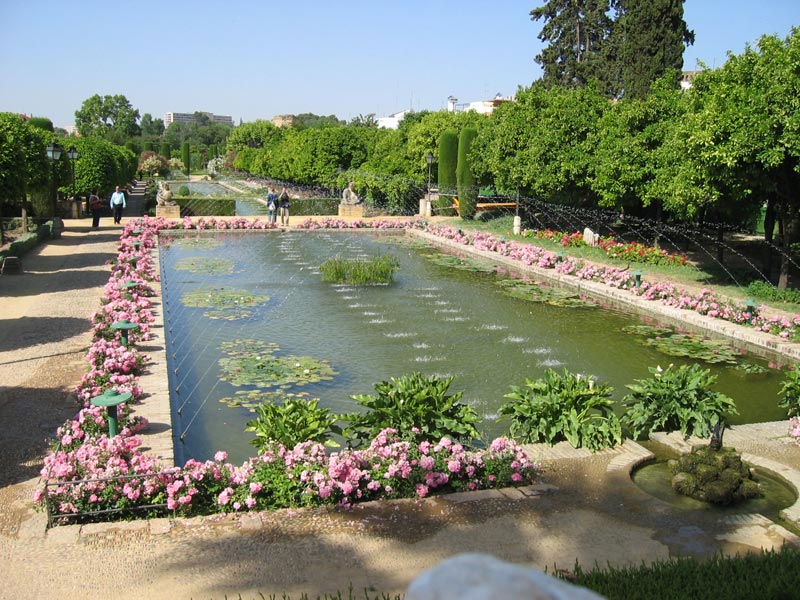
Alcázar de los Reyes Cristianos.

Es un edificio de carácter militar ordenado construir por el rey Alfonso XI de Castilla en el año 1328. Sirvió de alojamiento a los Reyes Católicos que pasaron más de ocho años en la fortaleza, desde donde dirigieron la campaña contra el Reino de Granada y donde en 1486 Cristóbal Colón les solicitó fondos para su aventura marítima. Tras la reconquista, fue utilizada como sede de la Inquisición. El conjunto arquitectónico tiene un carácter sobrio en su exterior y espléndido en su interior, manteniendo sus magníficos jardines y patios de inspiración mudéjar. Está rematado por cuatro torres que dan al edificio una forma casi cuadrada. La sala principal del edificio se denomina Sala de los Mosaicos ya que en ella se exponen los impresionantes mosaicos romanos encontrados a finales de los años 50 en la Plaza de la Corredera, así como un sarcófago del siglo III. En el subsuelo de la actual planta, es posible encontrar aún, restos de los que se creen era baños reales utilizados por altos dignatarios de la época musulmana.

### Puente romano

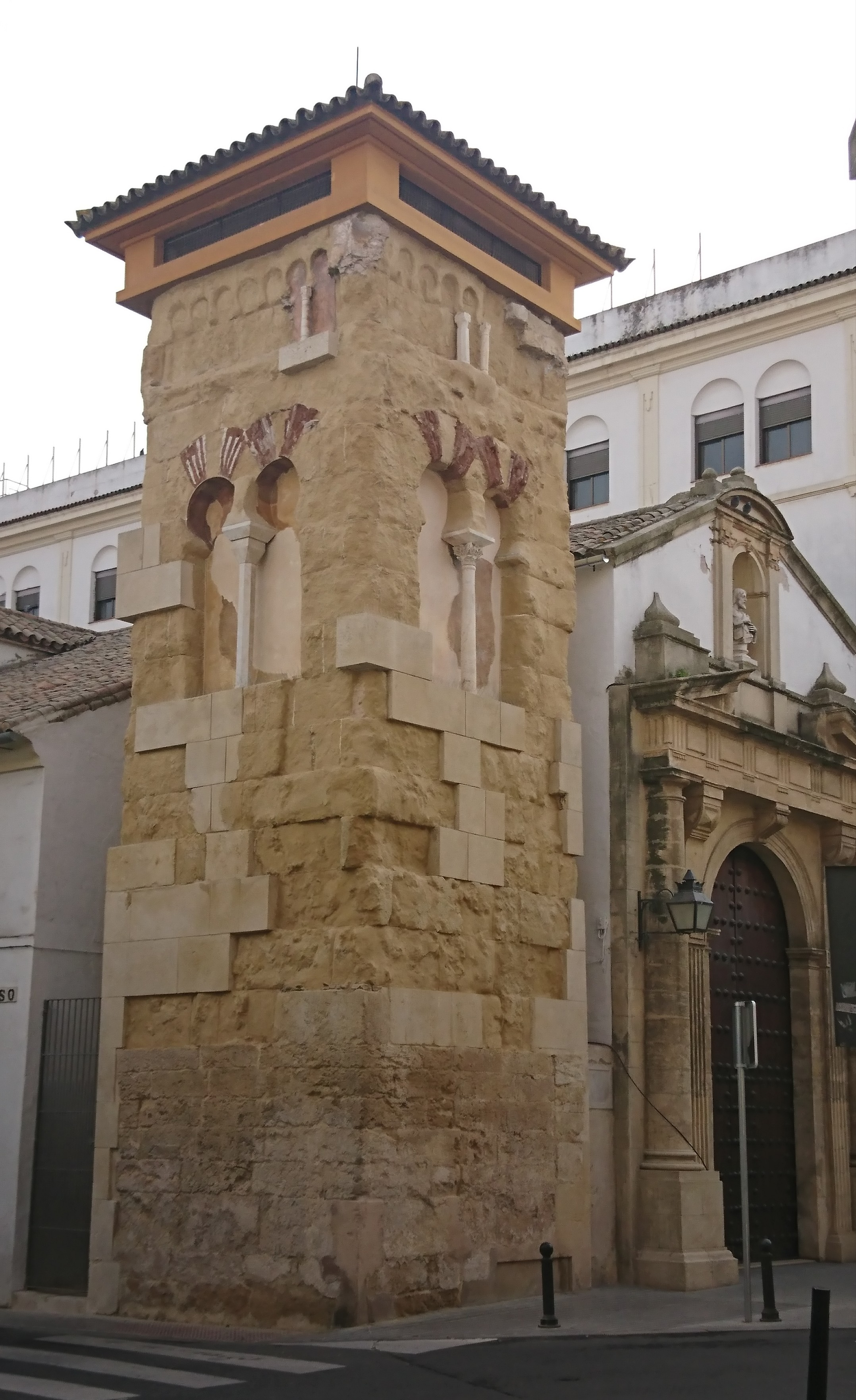
Alminar de San Juan, el mejor conservado de toda la ciudad.

Construido sobre el Guadalquivir en el siglo I d. C., durante la época romana, ha sido prácticamente el único puente que tenido la ciudad en 20 siglos. Tiene una longitud de unos 331 metros y está compuesto por 16 arcos, aunque originalmente tuvo 17. A lo largo de su historia ha sufrido numerosas reconstrucciones, principalmente una en la época califal, una después de la Reconquista y otra a principios del siglo XX. Estos arreglos fueron más de carácter estético que estructurales. De hecho, solo el arco número 14 y número 15, comenzando a contar desde la Puerta del Puente, son originales. 

### Torre de la Calahorra
Es una torre-fortaleza de origen islámico concebida como entrada y protección del Puente Romano. La torre, que se levanta en la orilla izquierda del río Guadalquivir, fue posteriormente reformada por orden de Enrique II de Trastámara para defenderse de su hermano Pedro I de Castilla. A las dos torres existentes, se le añadió una tercera, uniéndose todas ellas por dos cilindros con la misma altura que aquellas. Más tarde fue cedida al Instituto para el Diálogo de las Culturas, Fundación Roger Garaudi, quien ha instalado un museo audiovisual. Este museo presenta una panorámica cultural del apogeo medieval de Córdoba, del siglo IX al siglo XIII, basado en la convivencia de las culturas cristiana, judía y musulmana.

### Baños califales

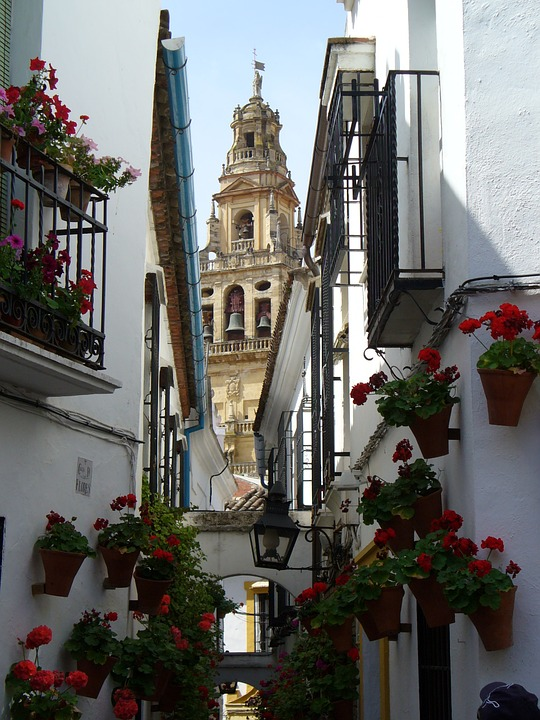
Calleja de las Flores.